# Josh West
Josh West, född 25 mars 1977 i Santa Fe i New Mexico, är en brittisk roddare.
Han tog OS-silver i åtta med styrman i samband med de olympiska roddtävlingarna 2008 i Peking.